# Adobe Photoshop Lightroom
Az Adobe Photoshop Lightroom egy fotósoknak készült szoftver, mellyel nyilvántarthatjuk, visszakereshetjük és rendszerezhetjük fényképeinket, másrészt a legtöbb utómunkát rendkívül gyorsan el tudjuk végezni. Az Adobe Systems fejleszti, melynek leghíresebb képszerkesztő programja a Photoshop.
A Lightroom egyik nagy előnye a szerkesztés mellett a rendszerezésben rejlik. Több ezer képhez rendelhetünk különböző metaadatokat, amivel megkönnyítjük egyes képek keresését, emellett pedig a hasonló tulajdonságú képeinket is csoportosíthatjuk.

## Története
Az Adobe 2007-ben jelent meg a kifejezetten fotósoknak szánt programjával, melyet folyamatosan fejleszt. 2012-ben jelent meg a 4.0-s verziója.

## Library
A Lightroom ezen része az úgymond rendező vagy rendszerező felület. Számos beállítást alkalmazhatunk aszerint, hogy képeinket csoportosítani, másolni, megszűrni akarjuk-e.  Az import gombra kattintva és kiválasztva az elérési utat, máris megjelennek a kiválasztott képek. Fontos megemlíteni, hogy a program a JPG és a RAW formátum mellett a DNG képeket is kezeli. Jó fotóinkat a szortírozás után kollekciókba is rendezhetjük, melyeket aztán téma szerint el is menthetünk. Az import gomb mellett található export lehetőséggel menthetjük el szerkesztett képeinket.

## Develop
A Develop fül megnyitásával, hozzá is láthatunk képeink szerkesztéséhez. Ez a menü 3 fő részt foglal magába: bal oldali rész, mellyel nyomom követhetünk minden változtatást, előre elmentett effekteket tudunk beállítani (presets) és indexképen láthatjuk a várt eredményt. A középső részen a képet láthatjuk, alatta pedig sorban a többi kiválasztott képünket. A jobb oldali rész a szerkesztésről szól. Legelső egysége a hisztogram, mellyel a megfelelő exponálást lehet mérni. Alatta állíthatjuk be a képkivágást, a korrekciókat, a retusálást és a vörös szem eltüntetést. Ezután számos apró beállítási mód következik. Csúszkák segítségével manuálisan állíthatunk a képen, hogy a tökéletes eredményt kapjuk. A több száz beállítással könnyen személyre szabhatjuk képünket. Sőt a presets alkalmazásával, ugyanazon módosítást egy gombnyomásra több képen is alkalmazhatjuk. A Lightroom tartalmaz egy minimális videó feldolgozási részegységet, melyet komolyabb videó vágási feladatoknál nem igazán tudunk hasznosítani, de könnyen feldobhatjuk családi videóink kinézetét.

## Print/web
A Lightroom alkalmas a fényképek megosztására, bemutatására. Készíthetők vele indexképek, megadhatsz minden nyomtatási beállítást mely professzionális megjelenést kölcsönöz nyomtatott képeidnek, persze a modern világ informatikai rendszereire is könnyen átvarázsolhatjuk őket. Arra is lehetőségünk van, hogy portfóliónkat minden előzetes programozási ismeret nélkül weboldalunkra helyezzük, a beépített webhely modullal. Fényképeinket egyszerűen publikálhatjuk a flickr képmegosztó oldalra, e-mail-en küldhetjük tovább vagy akár fotókönyvet is készíthetünk belőlük.